# Боровик Катерина Іванівна
Катерина Іванівна Боровик (нар. 1 січня 1948, село Свердловка Понорницького району, тепер село Деснянське Коропського району Чернігівської області) — українська радянська діячка, ланкова колгоспу, Герой Соціалістичної Праці (6.06.1984). Депутат Верховної Ради УРСР 9—11-го скликань.

## Біографія
Народилася в селянській родині. Закінчила восьмирічну школу. З 1963 року працювала колгоспницею.
З 1964 року — телятниця колгоспу «Авангард» Коропського району Чернігівської області. Без відриву від роботи закінчила Понорницьку середню вечірню школу.
З 1968 до 1989 року — ланкова рільничої ланки колгоспу «Авангард» села Свердловки Коропського району Чернігівської області.
Член КПРС з 1976 року.
У 1980 році закінчила Сосницький сільськогосподарський технікум Чернігівської області.
У 1983 році її ланка, завдяки поліпшенню системи добрива, підвищення культури землеробства, впровадження нового сорту льону К-6, зібрала по 15,3 центнера з гектара волокна. Указом Президії Верховної Ради СРСР від 6 червня 1984 року за досягнення видатних показників і трудовий героїзм, проявлений при виконанні планів і соціалістичних зобов'язань по збільшенню виробництва і продажу державі зерна і інших продуктів землеробства в 1983 році, Боровик Катерині Іванівні присвоєно звання Героя Соціалістичної Праці з врученням ордену Леніна і золотої медалі «Серп і Молот».
У 1989 році за станом здоров'я передчасно вийшла на пенсію. Мешкала в селі Деснянське Коропського району Чернігівської області.

## Нагороди
- Герой Соціалістичної Праці (6.06.1984)
- два ордени Леніна (1976, 6.06.1984)
- орден Трудового Червоного Прапора (1973)
- медалі
- лауреат премії СРСР імені Ленінського комсомолу (1976)